# Kenja Communication
 (novembre 2017).
Kenja Communication, ou simplement Kenja, est une société australienne cofondée par Ken Dyers (en) et Jan Hamilton en 1982.
Elle organise des cours, des ateliers, des séances individuelles, ainsi que des événements et des activités à différents endroits partout en Australie. Elle a gagné l'attention du public du fait de procès impliquant les différents membres du groupe, le suicide d'un des fondateurs (Ken Dyers) et l'implication présumée de la société dans l'affaire Cornelia Rau (en).
L'origine du mot « Kenja » vient des premières lettres des prénoms des deux cofondateurs Kenneth Dyers et Jan Hamilton. Kenja a, au total, quatre centres en Australie, deux dans la région de Sydney, un à Melbourne et un à Canberra.

## Histoire
Kenja organise des formations, celle-ci sont basées sur les recherches faites par Ken Dyers durant plus de 60 ans, qui ont pour but d'améliorer la compréhension de l'esprit humain. Ces formations ont aussi pour but d'expliquer comment une meilleure compréhension de l'énergie peut aider une personne à être plus efficace dans les différents domaines de sa vie.
Leur site web indique que Kenja Communication est « ni politique, ni religieux ». L'entreprise se décrit elle-même comme étant un défenseur de l'émancipation de l'individu, prêt à les aider à être responsable de leur propre destin.
En 1993, un ancien député du Parti Libéral, Stephen Mutch (en), ayant une connaissance détaillée des membres haut placés du groupe a décrit Kenja comme « une sinistre organisation conçue de manière à se remplir les poches et de caresser les egos »,.

### La conversion de l'énergie
La formation de Kenja met l'accent sur une forme de méditation qu'ils appellent la Conversion d'Énergie (en anglais : Energy Conversion). Cette technique est décrite comme une façon « d'éliminer définitivement les émotions refoulées, les pensées ou les énergies qui peuvent nous détourner de ce que nous voudrions atteindre ».

### Documentaire théâtrale:Guilty Until Proven Innocent
Pendant 10 ans, Kenja a produit, à Sydney, Melbourne, Canberra, une pièce documentaire intitulée Présomption de Culpabilité (en anglais : Guilty Until Provent Innocent). La pièce de théâtre est censée exposer « une attaque longue de 15 ans envers Kenja et envers la réputation de Ken Dyers », et conclut que l'attaque envers Dyers est une partie d'un ensemble beaucoup plus large d'attaques sur la « liberté spirituelle » du grand public.
Cette pièce a fait l'objet de plusieurs critiques dans le Sydney Morning Herald, que l'on peut retrouver dans les articles suivants : « Abuse Case: Staff asked to Lie », et « Campaign to Clear Cult Leader».
Le 26 août 2008, le Magistrat R. Clisdell, à la cour locale du Centre de Downing, a qualifié cette pièce de harcelante et intimidante.
La ville de Melbourne a annulé, en 2009, la Kenja Eisteddfod. Cela a créé une controverse car Kenja a prétendu que c'était probablement en rapport avec leur pièce, qui aurait dû être jouée après l'événement.
La pièce de théâtre continue à être jouée à Melbourne, Canberra et Sydney[Quand ?].

### Classification en tant que secte
Kenja Communication a été signalé comme étant une secte par la Haute Cour d'Australie, du Parlement de Nouvelle-Galles, The Fairfax and News Limited Media par Robert Manne (un éminent professeur de science politique de l'Université de La Trobe), et par l'Australian Broadcasting Corporation.
Ken Dyers et Jan Hamilton ont tous deux attesté que le mot secte est péjoratif, et affirment qu'ils sont la cible d'une « chasse aux sorcières » sur les allégations de comportements sexuels abusifs et par rapport à l'affaire Cornelia Rau,.

## Problèmes psychiatriques

### Cornelia Rau
En 2005, ancienne membre de Kenja, atteinte de schizophrénie, Cornelia Rau, a gagné l'attention des médias en Australie du fait qu'elle a été détenue illégalement par le gouvernement australien, pendant 10 mois. Avant cela, elle avait disparu et a été retrouvée plus tard dans le Nord du Queensland, où des Aborigènes ont alerté la police à cause de son comportement suspect. Elle leur a dit qu'elle était Anna Brotmeyer (et plus tard, Anna Schmidt) et qu'elle venait d'Allemagne. L'Immigration a supposé qu'elle était en situation irrégulière et n'a pas réussi à diagnostiquer sa schizophrénie, la menant à sa détention.
Sa famille a accusé Kenja d'avoir contribué au déclin de sa santé mentale. Ils ont affirmé qu'elle avait développé sa schizophrénie pendant le temps qu'elle était membre du groupe,. Avant sa petite participation avec Kenja entre mai et octobre 1998, pendant une période de 4 mois d'arrêt de travail chez Qantas, il a été découvert qu'elle l'était déjà en 1996 (8 ans avant d'être retrouvée dans le Nord du Queensland, en mars 2004) lorsqu'elle était avec sa famille. Elle avait de nombreux épisodes psychotiques mais était aussi douée à masquer ses symptômes quand elle le voulait.
Hamilton a nié toute malversation, en disant : « Nous ne sommes pas responsables de l'état de Cornelia [...] nous ne sommes pas une secte. C'est une chasse aux sorcières »[réf. nécessaire]. La sœur de Rau, d'autres membres de sa famille, et plusieurs membres de Kenja lorsqu'elle était présente, ont formé une opinion différente en voyant l'implication de Rau dans le groupe. Hamilton a aussi affirmé, après coup, que Rau a été « détruite, dissociée » en tant que membre du groupe, et qu'on lui a demandé de partir car elle avait besoin d'aide et que le groupe ne pouvait pas lui donner. Toutefois, les témoins cités dans les médias ont dit qu'elle a été humiliée et expulsée. Rau a été conduite à l'aéroport dans la nuit de Melbourne Eisteddfod, mise dans un avion pour Sydney, et on lui a dit de ne jamais revenir vers le groupe. Trois jours plus tard, elle a été ramassée par la police de Nouvelle-Galles-du-Sud pour avoir conduit en sens inverse.
En octobre 2008, Rau a été incarcérée dans le système psychiatrique allemand à la suite d'un voyage au cours duquel elle n'a pas pris ses médicaments.
En février 2009, elle a été arrêtée et emprisonnée en Jordanie après s'être comportée de façon erratique et refusé de payer ses factures.

### Richard Leape
Richard Leape est un membre de Kenja, qui était en cours de traitement contre la schizophrénie. Disparu en 1993, il n'a pas été vu depuis. Sa sœur, Annette, a affirmé l'avoir trouvé une fois dans la rue « totalement paranoïaque et irrationnel, en train dire de que les Nazis étaient là pour lui ». Elle était inquiète du fait que d'autres personnes avait « développé de très graves maladies mentales » lorsqu'elles étaient à Kenja, et a dit qu'il était « consterné » de savoir que Kenja existait toujours.

### Michael Beaver
Michael Beaver est un jeune homme qui fut membre de Kenja durant deux années, il a également été diagnostiqué (et hospitalisé) de schizophrénie chronique. Il a blâmé Kenja, et a dit qu'il avait entendu parler de quatre autres personnes qui ont eu de graves problèmes depuis leur sortie de Kenja. Beaver, plus tard, s'est suicidé, écrivant dans sa dernière lettre que Kenja était « en partie à blâmer ».

## Ordonnance de violence caractérisée
Deux affaires concernant des procès contre violence, impliquant les principaux membres Kenja, sont arrivés devant les tribunaux.

### Cas numéro un
Les principaux membres de Kenja Communication ont été contre-interrogés dans une affaire judiciaire impliquant un père et sa fille, ayant de graves accusations d'agression sexuelle contre Dyers. Les membres de Kenja affirment avoir été agressés par le père, ce qui a été rejeté par la cour et les charges à l'encontre de l'homme ont été abandonnées.

### Jan Hamilton
Jan Hamilton a été contre-interrogée dans une affaire judiciaire impliquant une tentative présumée de menace envers une jeune fille, celle-ci avait fait de graves allégations sexuelles à l'encontre de son mari, Kenneth Dyers, avant son suicide.
Le 26 août 2008, une jeune dame, ancienne membre de Kenja, a obtenu avec succès une ordonnance de violence caractérisée (AVO) contre le cofondateur du groupe. La cour a ordonné à Jan Hamilton de ne pas traquer, harceler ou intimider la femme pendant les deux ans qu'a duré l'AVO. Le magistrat a transmis les détails du procès au procureur général, demandant une enquête pour des motifs criminels de perversion du cours de la justice.
Hamilton a vigoureusement nié les allégations et a indiqué qu'elle ferait appel de cette décision ; toutefois, aucun appel n'a été fait à l'encontre de l'AVO et Hamilton a été condamnée à payer les frais de justice, pour un total de 37 500 $ pour la victime.

## Culture populaire

### Beyond Our Ken
Kenja a fait l'objet en 2008 du documentaire Beyond Our Ken, réalisé par Luke Walker et Melissa Maclean. Le film a été nommé pour le Meilleur Documentaire en 2008 par l'Australian Film Institute et le Film Critics Circle Australia. De plus, Beyond Our Ken a été nommé comme étant le troisième documentaire le plus populaire au Festival international du film de Melbourne.
La première internationale de Beyond Our Ken au Festival international canadien du documentaire Hot Docs a fait l'objet de controverses puisque Kenja a fui l'Australie pour protester contre les projections.